# Trichophyton
Trichophyton (gr. θριχός „haar“, φυτόν „plant“) is een geslacht van schimmels, dat tot de ascomyceten behoort. Trichophyton is de naam voor de ongeslachtelijke (anamorfe) vorm van de schimmel en Arthroderma de naam voor de geslachtelijke (teleomorfe) vorm.
Het geslacht bevat soorten, die schimmelinfecties bij mensen en dieren kunnen veroorzaken, zoals de dermatofyten ringworm, voetschimmel, schimmelnagel. Ze voeden zich met keratine.
De langwerpige, toegespitste, knuppelvormige of cilindrische, 8 - 86 × 4 - 14 µm grote macroconidiën hebben een gladde en meestal dunne celwand. Ze hebben 1 - 12 tussenwanden en staan alleen of in bosjes. Niet alle soorten vormen echter macroconidiën. Microconidiën worden vaker gevormd dan macroconidiën. Ze zijn peer- of knuppelvormig en gesteeld of ongesteeld. Ze staan alleen of in trosvormige bosjes.
Veel isolaten vormen alleen sporen op een aan de soort aangepaste voedingsbodem. Op Sabouraud's dextrose agar vormen ze poederachtige koloniën. De onderzijde van de voedingsbodem kleurt afhankelijk van de soort wit, roze, rood, lila, geel of bruin.

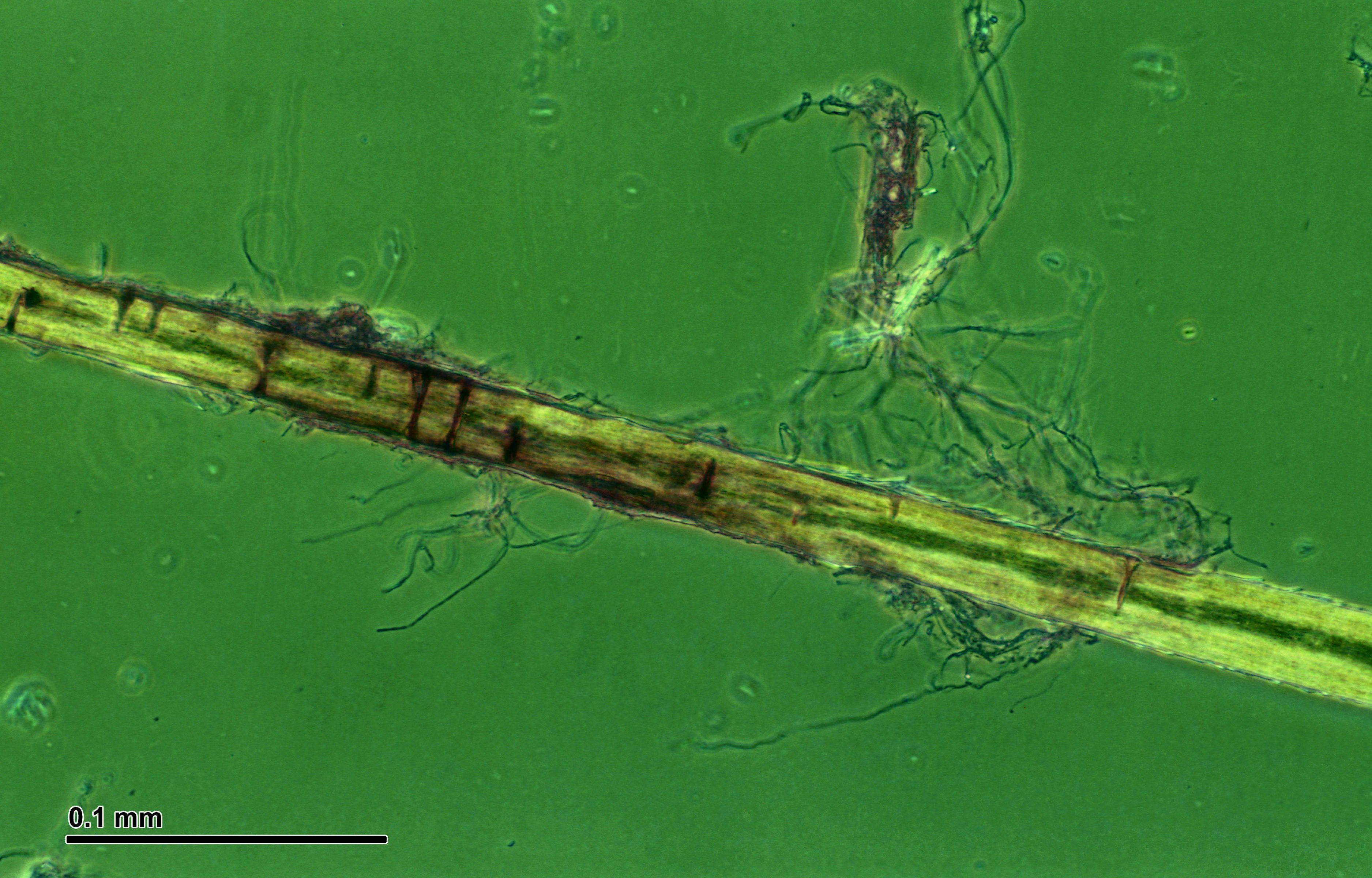
Trichophyton mentagrophytes op een haar

## Soorten
Trichophyton-soorten
| Anamorf (ongeslachtelijk stadium)                                         | Teleomorf (geslachtelijk stadium) |
| Geslacht Trichophyton                                                     | Geslacht Arthroderma              |
| T. concentricum *                                                         |                                   |
| T. equinum †                                                              |                                   |
| T. erinacei † (syn. T. mentagrophytes var. erinacei)                      | A. benhamiae                      |
| T. gourvilii *                                                            |                                   |
| T. indotineae *                                                           |                                   |
| T. interdigitale * (syn. T. mentagrophytes var. interdigitale† [onjuist]) | A. vananbreuseghemii              |
| T. megninii * (syn. T. rosaceum)                                          |                                   |
| T. mentagrophytes † (syn. T. mentagrophytes var. mentagrophytes)          |                                   |
| T. rubrum *                                                               |                                   |
| T. schoenleinii *                                                         |                                   |
| T. simii †                                                                | A. simii                          |
| T. soudanense *                                                           |                                   |
| T. tonsurans *                                                            |                                   |
| T. verrucosum † (syn. T. ochraceum)                                       |                                   |
| T. violaceum *                                                            |                                   |
| T. yaoundei *                                                             |                                   |

* Anthrofiele soorten (op mensen); † Zoöfiele soorten (op dieren).